# Акаи Тэруко
Акаи Тэруко (яп. 赤井輝子; 6 ноября 1514 — 17 декабря 1594), также известная как Мёин-ни (яп. 妙印尼), — японская женщина-воин (онна-бугэйся) позднего периода Сэнгоку. Она была обучена искусству владения нагинатой, участвовала во многих сражениях в молодости и командовала 3000 воинов в замке Канаяма в возрасте 70 лет. Акаи Тэруко была дочерью Акаи Тэрумицу, супругой Юры Сигэру, вассала рода Ходзё и бабушкой Каихимэ.
В отличие от своей знаменитой внучки Каихимэ, называвшейся «самой красивой женщиной в восточной Японии» (東国無双の美人), Теруко была известна как «самая сильная женщина в эпоху воюющих провинций» (戦国時代最強の女丈夫).

## Ранние годы
Тэруко была дочерью Акаи Тэрумицу, хозяина замка Татэбаяси. Согласно легенде, отец Тэруко спас от дурных детей молодую лису, а вечером ему явилась богиня Инари, указав на место для его замка и нарисовав на земле лисьим хвостом проект его укреплений. Замок, в котором Тэруко провела юность, находился под постоянной угрозы, исходившей со стороны кланов Уэсуги, Такэда, а позднее и Ходзё. Не сохранилось каких-либо подробностей о жизни Тэруко с отцом, но вполне вероятно, что она с ранних лет обучалась воинским навыкам.

## Род Юра
Тэрумицу инициировал заключение политического брака между Тэруко и Юрой Сигэру, главой клана Юра и хозяином замка Канаяма, расположенного на территории нынешней префектуры Гумма. В этом браке Тэруко она родила сыновей Юру Кунисигэ и Нагао Акинагу. У неё также была дочь, которая вышла замуж за Нариту Удзинагу, хозяина замка Оси, во время своей свадьбы дочь Тэруко родила Каихимэ.
Муж Тэруко был военачальником, отстаивавшим свою независимость, лавируя между куда более мощными силами Уэсуги и Ходзё. Клан Юра выступал в качестве посредника в союзе Этисо (между Уэсуги и Ходзё). В 1578 году Сигэру умер от болезни, руководство кланом взял на себя его сын Кунисигэ, а Тэруко стала буддийской монахиней, изменив свое имя на Мёин-ни (妙印尼). Поскольку Кунисигэ оказалась неспособным руководить кланом, Мёин-ни приобрела значительную политическую власть и принимала активное участие в управлении владениями рода Юра.

## Борьба с родом Ходзё

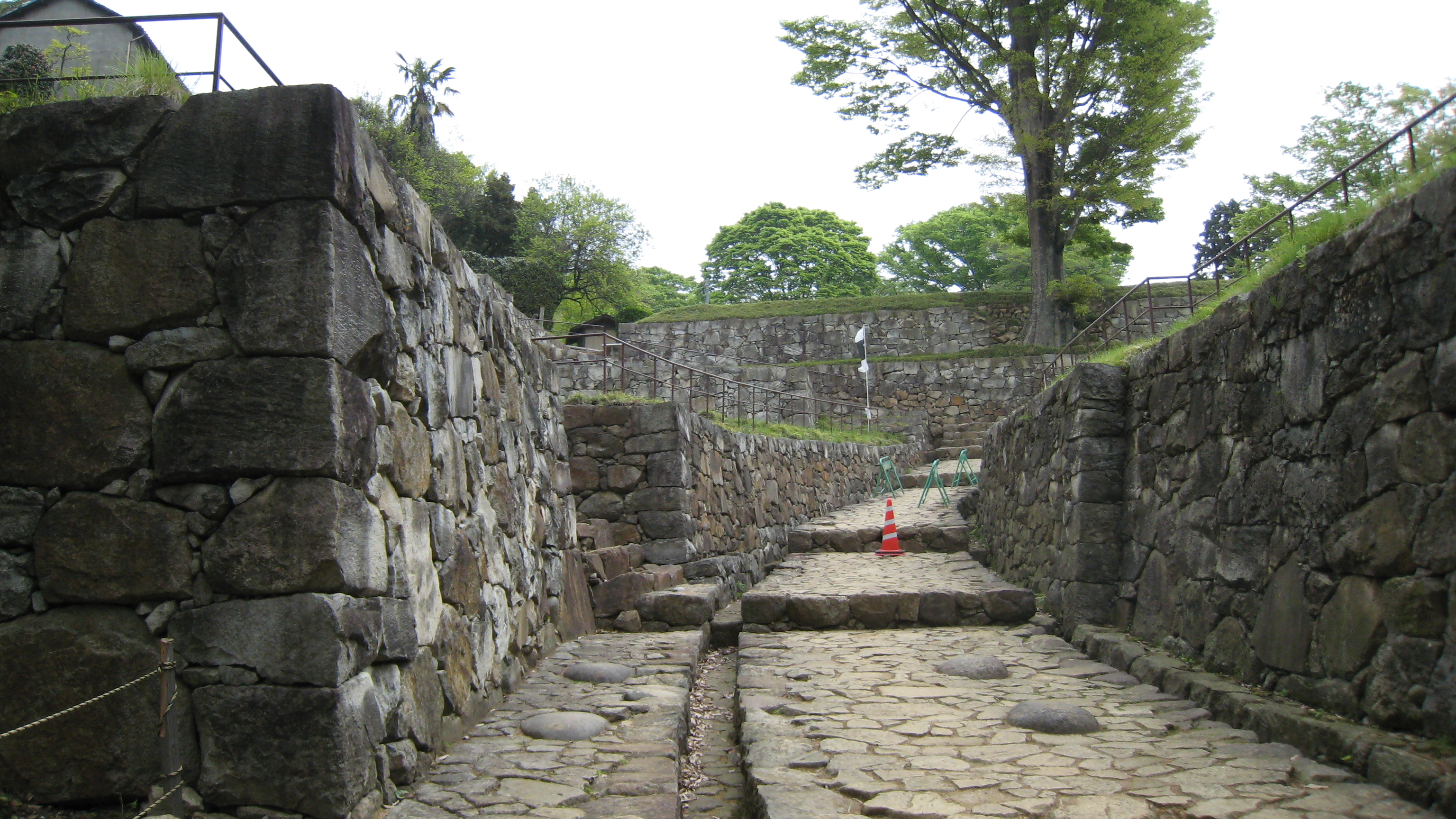
Замок Канаяма

В 1584 году род Ходзё внезапно стал врагом клана Юра, когда Юра Кунисигэ и его брат Нагао Акинага были захвачены Ходзё из Одавары. Войска Ходзё двинулись на захват замка Канаяма. Акаи Тэруко в возрасте 71 года командовала обороной замка Канаяма, 3000 оставшихся у неё воинов, и сопротивлялась в течение 15 месяцев. В итоге она добровольно открыла замок Канаяма при условии возвращения захваченных в плен лидеров клана Юра.
В возрасте 76 лет (в 1590 году) Тэруко стала свидетельницей падения замка Одавары и соответственно уничтожения клана Ходзё. Она встала на сторону рода Тоётоми, став со своим внуком Юрой Садасигэ вассалами Маэды Тосииэ. Вместе с Тосииэ Тэруко принимала участие в осаде замка Мацуида. Хидэеси и Тосииэ восхищались воинскими подвигами Тэруко. Хидэеси наградил её землями в 5435 коку в Усику и замком Усику, всё это она передала в собственность Кунисигэ.

## Смерть
Тэруко умерла в 1594 году и была похоронена в Тогэцу-ин в Усику (Ибараки). Она была известна как «самая сильная женщина эпохи воюющих провинций» (戦国時代最強の女丈夫).

## В массовой культуре
Акаи Тэруко фигурирует в компьютерных видеоиграх Samurai Warriors и Nobunaga's Ambition.